# Юхин, Владимир Иванович
Владимир Иванович Юхин (1918 — 1992) — советский дипломат. Чрезвычайный и полномочный посол. Участник Великой Отечественной войны.

## Биография
Член ВКП(б). На дипломатической работе с 1946 года.
- В 1946—1947 годах — консульский агент СССР в Турну-Северине (Румыния).
- В 1947—1949 годах — сотрудник генконсульства СССР в Констанце (Румыния).
- В 1949—1951 годах — консульский агент СССР в Сулине (Румыния).
- В 1951—1953 годах — слушатель Высшей дипломатической школы МИД СССР.
- В 1953—1954 годах — сотрудник центрального аппарата МИД СССР.
- В 1954—1957 годах — сотрудник Посольства СССР во Франции.
- В 1957—1964 годах — сотрудник аппарата ЦК КПСС.
- В 1964—1968 годах — советник-посланник Посольства СССР в Алжире.
- В 1968—1970 годах — сотрудник центрального аппарата МИД СССР.
- С 6 мая 1970 по 31 августа 1974 года — чрезвычайный и полномочный посол СССР в Мали[1].
- В 1974—1977 годах — сотрудник центрального аппарата МИД СССР.
- В 1977—1979 годах — начальник Консульского управления МИД СССР.
- С 16 мая 1979 по 12 сентября 1984 года — чрезвычайный и полномочный посол СССР в Сирии[2].

С 1985 года — в отставке.